# أليستير كو
أليستير كو (بالإنجليزية: Alistair Coe)‏ هو سياسي أسترالي، ولد في 9 يناير 1984 في كانبرا في أستراليا. انتخب عضو الجمعية التشريعية الأسترالية لمقاطعة العاصمة الأسترالية ‏ عن دائرة Yerrabi electorate ‏ (15 أكتوبر 2016 – ) وانتخب عضو الجمعية التشريعية الأسترالية لمقاطعة العاصمة الأسترالية ‏ عن دائرة Ginninderra electorate ‏ (29 أكتوبر 2008 – 15 أكتوبر 2016).